# Badougoula
Badougoula est une ville et une sous-préfecture de Guinée, rattachée à la préfecture de Mali et la région de Labé.  
Le chef lieu est Badougoula.  

## Subdivision administrative
Badougoula est composer de trois districts.
| Districts         | Secteurs                                                        |
| ----------------- | --------------------------------------------------------------- |
| Badougoula centre | Boumbouliyi et Linguéya                                         |
| Bounaya           | Afia, Marga, Pelloun, Bantala, Poukou et Teingué                |
| Diohère           | Kankaty, Konwaré, Kounanya, Loukoumbou, N'dandoun et N'dendèkou |